# Лейн, Лана
Лана Лейн (англ. Lana Lane) — американская певица и композитор. Поёт в собственной группе Lana Lane, исполняет партии бэк-вокала в прогрессивной группе Rocket Scientists. Также принимала участие в проекте Ayreon, рок-опере Genius и альбомах Эрика Норландера. Поклонники называют её «Королевой симфонического рока».

## Биография
Лана Лейн родилась в городе Конкорде, в Калифорнии. Уже в детстве она полюбила музыку и сразу по завершении школы стала выступать вместе с различными рок-группами. В конце 80-х Лана переехала в Лос-Анджелес, где встретила музыканта Эрика Норландера, ставшего впоследствии её мужем. Он также является продюсером её альбомов, запись которых проходит в собственной студии Ланы и Эрика Think Tank Media.
Первый альбом Лейн Love is an Illusion был особенно успешен в Японии, и японская студия звукозаписи Marquee Belle Antique издала её следующую работу Curious Goods. В 1998 году компания создала отдельный лейбл Avalon, одним из главных проектов которого стала группа Ланы Лейн. Её альбом Garden of the Moon уже был выпущен в том числе и в Европе. В 1998 году Лана ездила в туры по Японии в поддержку Garden of the Moon и последующих работ Ballad Collection и Queen of the Ocean. В 2001 году после выхода альбома Secrets of Astrology она отправилась в свой первый тур по Европе. В 2005 году вышел её первый DVD Storybook: Tales from Europe and Japan. Музыка её работ в целом выдержана в стиле прогрессивного рока, варьируясь от джазовых элементов до прог-метала.
Лана Лейн также принимала участие в нескольких проектах других музыкантов. В 2000 году она записала вокальные партии для обеих частей двойного альбома Universal Migrator проекта Ayreon нидерландского музыканта Арьена Антони Люкассена. В 2002 она сыграла Привратника Мира Снов в первой части трилогии Genius a Rock Opera итальянского гитариста Даниэля Ливерани.

## Интересы
Любимый автор Ланы Лейн — Уильям Шекспир, в частности, её альбом Lady Macbeth написан по мотивам пьесы «Макбет». На Лейн оказали огромное влияние такие группы как Deep Purple, Pink Floyd и Heart, в частности, вокалисты Гленн Хьюз, Ян Гиллан, Энн Уилсон, Тони Беннетт, Джо Линн Тёрнер. Она хорошо готовит, всегда содержит дом в чистоте и очень любит смотреть телевизор.

## Дискография

### Соло
- 1995 — Love is an Illusion
- 1996 — Curious Goods
- 1998 — Garden of the Moon
- 1998 — Live in Japan
- 1998 — Ballad Collection
- 1999 — Queen of the Ocean
- 1999 — The Best of Lana Lane 1995—1999
- 2000 — Secrets of Astrology
- 2000 — Ballad Collection II
- 2002 — Project Shangri-La
- 2003 — Covers Collection
- 2003 — Winter Sessions
- 2004 — Return to Japan
- 2004 — Storybook: Tales from Europe and Japan (DVD)
- 2005 — Lady Macbeth (2005)
- 2006 — 10th Anniversary Concert (DVD/CD set)
- 2006 — Gemini
- 2007 — Red Planet Boulevard
- 2008 — The Best of Lana Lane 2000—2008
- 2012 — El Dorado Hotel
- 2022 — Neptune Blue

### В качестве гостя

#### Ayreon
- 2000 — Universal Migrator — ведущий и бэк-вокал

#### Genius a Rock Opera
- 2002 — Genius a Rock Opera Episode I A Human Into Dreams’ World — в роли Привратника

#### Gary Hughes
- 2003 — Once and Future King Part I, II — в роли королевы Гвиневры